# 馬運車

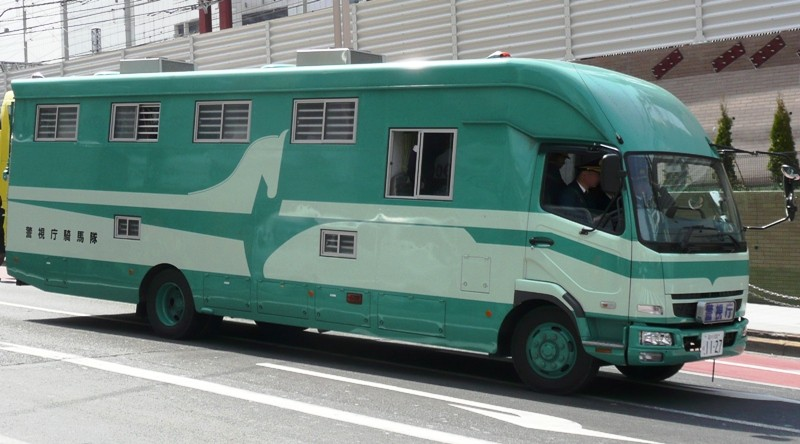
警視庁騎馬隊の馬運車
（三菱ふそう・ファイターベース）

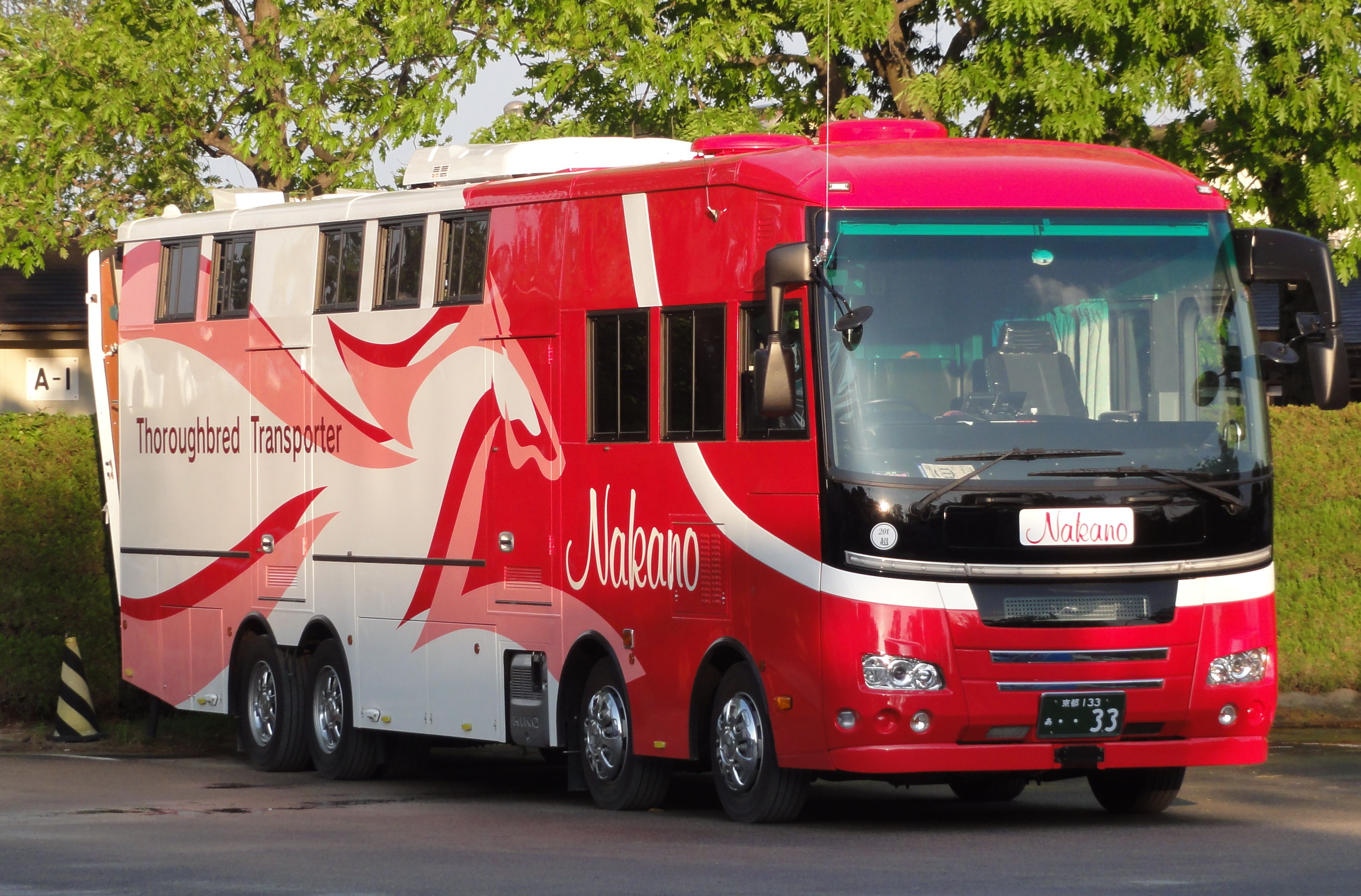
前面と前扉（歩道側）を観光バス仕様にしたもの
（日野・プロフィアベース、外装の観光バス仕様部分は同社セレガベース）

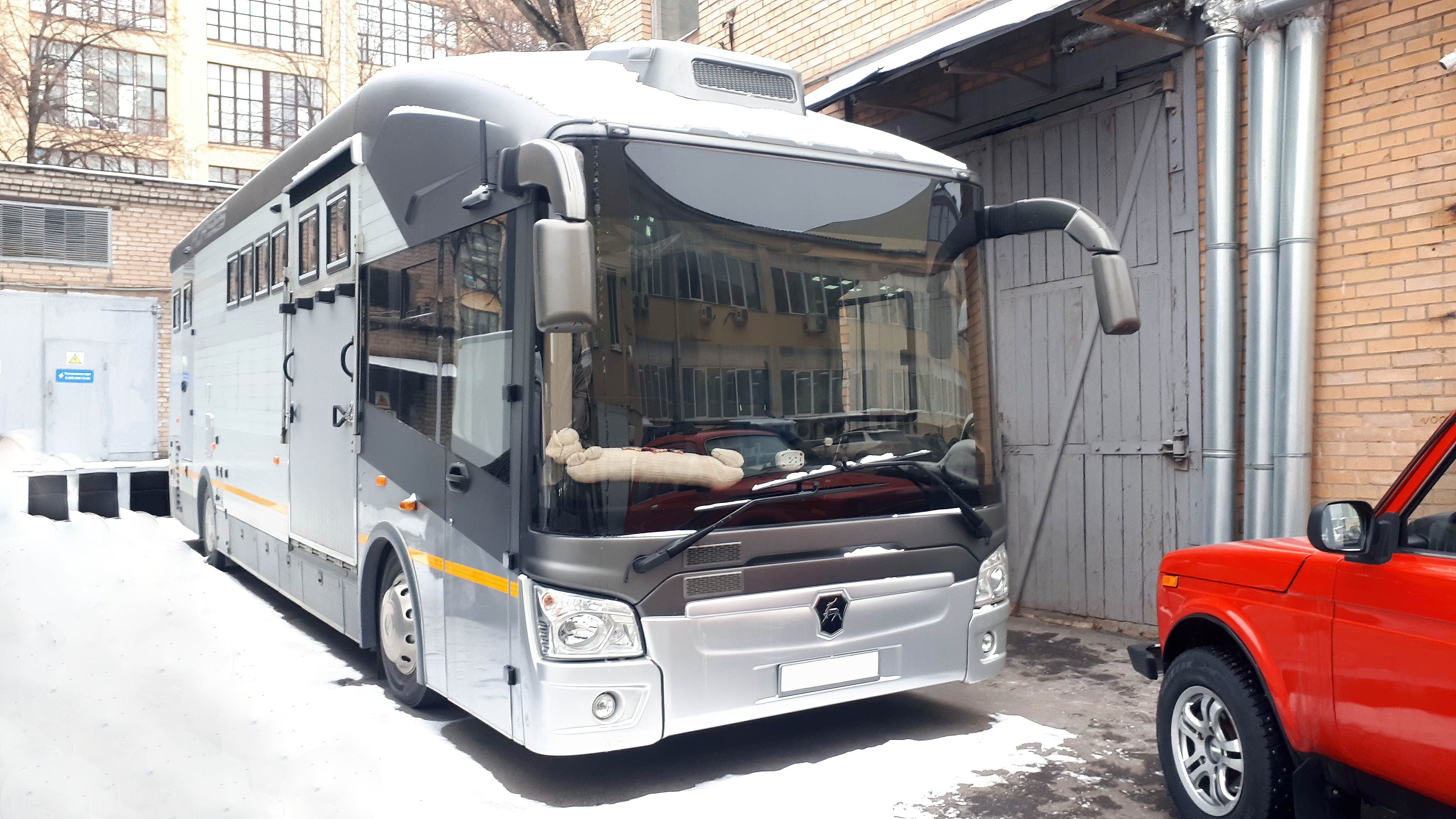
ロシアのLiAZバスに基づく馬のキャリア。

馬運車（ばうんしゃ）とは、広義ではウマを輸送する貨物自動車のことを言う。狭義では競走馬、馬術競技馬を輸送するための自動車のことであり、一般的には馬バスの愛称で知られている。

## 概要
競走馬用馬運車の一般的な構造としては運転席、厩務員スペース、競走馬スペースの3箇所に区切られている。一般的に競走馬は1台で1〜6頭を乗車させる。トラックベースとバスベース（あるいはトラックベースにバスの外装を部分的に組み合わせたもの）があり、車体後部には馬が乗り降りするためのゲートが取り付けられている。サスペンションは空気ばねで、競走馬スペースは厩舎と同じ様に側部の高い位置に明り取り用の窓があるほか、馬に余計な負担をかけないように冷暖房が装備されている。車体前後には「競走馬輸送中」「競技馬輸送中」の表示がされる。
一般的に輸送費用は馬の所有者である馬主が当然ながら負担するが、中央競馬で行われる競馬開催時の美浦トレーニングセンターおよび栗東トレーニングセンターと競馬場間の輸送は、競馬主催者である日本中央競馬会（JRA）が輸送費用の負担とルート選定を実施する。
JRAの場合、関東地区においては関連会社の日本馬匹輸送自動車のほか、数社が輸送を担当し、関西地区においては全て民間の輸送会社7社（鷹野運送など）が分担して輸送している。
また地方競馬でも、地元の輸送会社が馬運車を持ち、競馬場間や牧場への輸送を行っている。関西地区においては近畿馬匹（和歌山県）などが有名。
なお日本馬匹の車両は、JRAのロゴマークやカンパニーカラーが塗装され、歴代の日本ダービー（東京優駿）優勝馬や、顕彰馬等の優秀な成績を挙げた著名な馬の名を冠している。また岩手県競馬組合の馬運車については、伝統の重賞であるみちのく大賞典の歴代の勝ち馬の名前が付けられている。
海外においても、香港ジョッキークラブでは、厩舎のある沙田競馬場からハッピーバレー競馬場への競走馬の輸送に馬運車が用いられている。馬運車は多くがトレーラータイプで、全てジョッキークラブが所有しており、車体側面にはジョッキークラブの文字とエンブレムが描かれている。

## 交通事故の例
- 1967年（昭和43年）3月10日 - 同日朝、中山競馬場に向かっていた日本馬匹輸送の10mトレーラーが、世田谷区松原の甲州街道交差点で小型ダンプカーと衝突。トレーラーに乗っていた4頭の競走馬のうち、同日開催される目黒記念に出走予定のメジロタイヨウは軽い打撲傷を負ったため出走を回避した[1]。
- 1988年 - サンデーサイレンスを含むデビュー前の競走馬を複数乗せた馬運車の運転手が心臓発作を起こし、制御を失った後横転。サンデーサイレンスは一命を取り留めデビューする事が出来たが、運転手及び同じ馬運車に乗っていた馬は死亡した。
- 2009年（平成21年）7月18日 - 同日未明、栗東トレーニングセンターに競走馬1頭を輸送中の馬運車が故障により滋賀県竜王町内の名神高速道路下り線の路肩に停車中、後続の大型トラックに追突される。馬に怪我は無かったものの、馬運車の前方にいた運転手が下敷きになり死亡した他、追突したトラックの運転手も軽傷を負った[2]。
- 2022年（令和4年）9月4日 - 水沢競馬場の厩舎から盛岡競馬場へ馬3頭を輸送していた岩手県競馬組合の馬運車が東北自動車道を走行中、左前輪から出火。火は1時間後には消し止められ、車に乗っていた馬3頭及び運転手と厩務員4人は道路に退避し、無事だったものの、その日予定されていたレースへの出走は取り消しになった[3][4]。